# صبري دينو
صبري دينو (بالتركية: Sabri Dino)‏ هو لاعب كرة قدم تركي، ولد في 1942 في إسطنبول في تركيا، وتوفي بنفس المكان في 14 يناير 1990 بسبب غرق. شارك مع منتخب تركيا تحت 21 سنة لكرة القدم ومنتخب تركيا لكرة القدم. أما مع النوادي، فقد لعب مع غلطة سراي ونادي بشكتاش.

## وصلات خارجية
- صبري دينو على موقع اتحاد تركيا (لاعب) (الإنجليزية)
- صبري دينو على موقع عالم كرة القدم.نت (الإنجليزية)